# 慎吾ママドラマスペシャル おっはーは世界を救う
『慎吾ママドラマスペシャル “おっはー”は世界を救う!』（しんごママドラマスペシャル おっはーはせかいをすくう!）は、2001年1月8日と8月31日の二回、フジテレビ系列で放送されたテレビドラマである。
フジテレビ系バラエティ番組『サタ☆スマ』内の企画「慎吾ママのこっそり朝御飯」で登場するキャラクター・慎吾ママ（香取慎吾）のドラマ化。
メリー・ポピンズの舞台を現代の日本に置き換えたようなコンセプトで、慎吾ママが依頼人の家庭に入り込み、家庭不和を解決するストーリーとなっている。

## タイトル・放送日時
- 第1回『慎吾ママドラマスペシャル “おっはー”は世界を救う!』2001年1月8日（月・祝）19:00 - 20:54[1]
- 第2回『慎吾ママドラマスペシャル ミッキーも一緒! “おっはー”は地球を救う!2』2001年8月31日（金）19:00 - 20:54[2]

## あらすじ
第1回
慎吾ママが訪問したのは、長嶋家。ここの家族は、臨月で気が重い小百合を始め、様々な問題を抱えており、家族仲は悪かった。慎吾ママは、一家が笑顔で「おっはー」と言える様な家庭にしようと奮闘し、長嶋家や周りの人達を幸せにしていく。
第2回
今回慎吾ママが訪れたのは、「幸せラーメン」を経営する小池家。小池家は、依頼人・風、店長で夫の海太郎、長女・花火、次女・鈴、そして屋根裏に住むクラゲおばさんの5人家族。今回の依頼人・風は、抱える悩みを解決する為にやって来たのだった。

## キャスト
- 慎吾ママ（香取慎吾）

第1回
- 田中美佐子
- 西村雅彦
- 池脇千鶴
- 小橋賢児
- 神木隆之介
- 鷲尾真知子
- いかりや長介
- 星野真里
- 相島一之
- 遠山俊也
- 川端竜太
- 吉田恵
- 浅野ゆう子
- 坂下千里子
- コロッケ
- 爆笑問題
- 伊集院光
- 森公美子
- 柴田理恵
- 松たか子（『HERO』番宣）
- 水野美紀（『女子アナ。』番宣）
- 篠原涼子（『カバチタレ!』番宣）
- 陣内孝則（『カバチタレ!』番宣）
- 稲垣吾郎（友情出演）

第2回
- 永作博美
- 三宅裕司
- 内山理名
- 吉原沙貴
- 樹木希林
- 武田鉄矢
- 瀬戸朝香
- 小松政夫
- 六角精児
- 陣内孝則
- 藤井隆
- 和田アキ子
- 安倍なつみ
- 飯田圭織
- 江口洋介（『救命病棟24時 第2シリーズ』番宣）
- 唐木恵子（『救命病棟24時 第2シリーズ』番宣）
- 深田恭子（『ファイティングガール』番宣）
- ミッキーマウス

## スタッフ
- 脚本：鈴木おさむ
- 演出：片岡K（第1回）、澤田鎌作（第2回）
- 音楽：小西康陽
- 主題歌：慎吾ママ「慎吾ママのおはロック」（ビクターエンタテインメント）
- 企画：荒井昭博、大多亮
- プロデュース：栗原美和子
- 制作著作：フジテレビ

## 備考
- 第2回は民放ドラマ初の触れ込みで東京ディズニーランドでのロケを敢行し、ミッキーマウスらディズニーキャラクターも登場している。
- 第2回でも稲垣吾郎の出演シーンが収録されていたが、放送1週間前に不祥事を起こしたため稲垣の出演シーンはカットされて放送された。

## 関連番組
- 『サタ☆スマ』 - 慎吾ママが登場するバラエティ番組。